# Afife Kadin
Afife Kadın (turco ottomano: حفيصہ کادین افندی, lett. "casta" o "virtuosa"; 1682 circa – Costantinopoli, dopo il 1718) è stata una consorte del sultano ottomano Mustafa II.

## Biografia
Nata intorno al 1682, le sue origini e il suo vero nome non sono noti. Nel 1692 venne introdotta nell'harem imperiale ottomano dal ministro Ebu Bekr Efendi, dove le venne dato il nome Afife, e tre anni più tardi divenne una delle consorti del nuovo sultano, Mustafa II, che la elevò al rango di Kadin. 
Divenne la favorita e consorte più amata di Mustafa, sentimento ricambiato, anche se non fu mai la sua moglie legale, e l'unica consorte che lo accompagnò durante tutte e tre le sue campagne. È documentato che ricevette dal sultano più doni di ogni altra consorte. Ebbe da Mustafa una figlia, nata nel 1696, e cinque figli, che però morirono tutti infanti. Nel 1699, dopo la morte della Prima consorte Alicenab Kadin, divenne la nuova prima consorte, o BaşKadin, e la donna più importante dell'harem dopo la Valide Sultan (madre del sultano) Gulnuş.  
Mustafa II morì nel 1703, alcuni mesi dopo aver abdicato al trono, e il suo erede, suo fratello minore Ahmed III, decretò che Afife dovesse lasciare l'harem e sposarsi. Afife cercò di protestare, ricordando al sultano che era madre di una principessa ancora viva e che aveva dato al defunto Mustafa cinque figli, ma Ahmed fu irremovibile. Così, Afife scelse come marito lo stesso Ebu Bekr Efendi che l'aveva introdotta nell'harem, ormai ottantenne. La sua scelta era dovuta al fatto che provava gratitudine per l'anziano ministro,  e perché sapeva che lui, per l'età e per rispetto, non avrebbe consumato il matrimonio, permettendole di restare fedele a Mustafa come era suo desiderio. Visse il resto della sua vita consumata dal lutto e dal rimpianto, e morì dopo il 1718. 
Nel marzo di quell'anno, fu intervistata dalla dama inglese Lady Mary Wortley Montagu, che la visito nel suo ritiro a Edirne, e le disse che l'unico motivo per cui ancora viveva era per la figlia avuta da Mustafa, che era ancora viva. 

## Discendenza
Da Mustafa II, Afife Kadın ebbe una figlia e cinque figli:
- Una figlia (1696 - dopo il 1718). Non è noto quale delle tre figlie di Mustafa II nate in quell'anno (Ayşe Sultan, Emine Sultan e Safiye Sultan) fosse la figlia di Afife, ma è probabile che fosse Safiye, perché la figlia di Safiye sposò il figlio di Ebu Bekr Efendi, e, in più, Safiye chiamò il suo primo figlio Ebubekr.
- Şehzade Mehmed (Edirne, 27 novembre 1698 - Edirne, 3 giugno 1703). Era il figlio prediletto di Mustafa II, che soffrì immensamente la sua morte. Sepolto nella türbe di Turhan Sultan nella Yeni Cami.
- Şehzade Hüseyn (Edirne, 16 maggio 1699 - Edirne, 19 settembre 1700). Sepolto nel mausoleo Turhan Sultan nella Yeni Cami.
- Şehzade Selim (Edirne, 16 maggio 1700 - Edirne, 8 giugno 1702). Sepolto nel mausoleo di Turhan Sultan nella Yeni Cami.
- Şehzade Ahmed (Edirne, 3 marzo 1702 - Edirne, 7 settembre 1703). Sepolto a Edirne, nella moschea Darülhadis.
- Şehzade Süleyman (Edirne, 25 dicembre 1703 - Edirne, 25 dicembre 1703). Nato morto quattro giorni prima della morte del padre, sepolto nel mausoleo Turhan Sultan nella Yeni Cami.